# Amour
 Ikke at forveksle med Amour (film fra 2012).
Amour er en dansk film fra 1970, skrevet og instrueret af Gabriel Axel.

## Medvirkende
- Ghita Nørby
- Svend Johansen
- Jacques Mauclair
- Philippe Etesse
- Bernard Noël
- Nadine Alari
- Eddie Karnil
- Paul Hüttel
- Hans W. Petersen
- Geert Vindahl
- Jesper Langberg
- Karl Stegger
- Klaus Pagh
- Lone Helmer
- Morten Grunwald
- Carl Ottosen
- Ove Sprogøe
- Paul Hagen
- Dirch Passer